# Perfekte Kachelung

Abbildung 1

Abbildung 2

Abbildung 3

Eine perfekte Kachelung ist die Parkettierung einer Teilfläche der (euklidischen) Ebene, in der alle Kacheln sowohl untereinander als auch zur gesamten Teilfläche ähnlich sind, jedoch keine Kachel deckungsgleich mit einer anderen ist.

## Dreieckskachelungen
Jedes rechtwinklige, aber nicht gleichschenklige Dreieck kann mit zwei Kacheln perfekt gekachelt werden (Abbildung 1). Auch andere Dreiecke lassen sich perfekt kacheln. Ein Beispiel mit sechs Kacheln zeigt Abbildung 2.

## Sechseckskachelungen und Goldener Schnitt
Es gibt nur wenige Arten von Vielecken mit höchstens sechs Seiten, die perfekte Kachelungen erlauben. Die einzigen bis heute bekannten Vielecke dieser Art sind neben den bereits genannten rechtwinkligen nicht gleichschenkligen Dreiecken besondere in je zwei Kacheln unterteilte konkave Sechsecke, in denen mit {\displaystyle s={\sqrt {\Phi }}}, also {\displaystyle s^{2}=\Phi }, die Seitenverhältnisse
{\displaystyle {\overline {BC}}:{\overline {HK}}}, {\displaystyle {\overline {KB}}:{\overline {DC}}}, {\displaystyle {\overline {FE}}:{\overline {AK}}}, {\displaystyle {\overline {AF}}:{\overline {EG}}}, {\displaystyle {\overline {AB}}:{\overline {FE}}} und {\displaystyle {\overline {AF}}:{\overline {BC}}}
den Goldenen Schnitt {\displaystyle \Phi } bilden (Abbildung 3).
Aus diesem Grunde und wegen ihrer besonderen Form werden diese Sechsecke auch als Goldenes „b“ bezeichnet.